# ساراتوفکا (باشقیرستان)
ساراتوفکا (انگلیسی: Saratovka, Republic of Bashkortostan) یک شهرک در شهرستان استرلیتاماکسکی استان باشقیرستان کشور روسیه است.